# Konstantynów (powiat płocki)
Konstantynów – wieś w Polsce położona w województwie mazowieckim, w powiecie płockim, w gminie Gąbin.
Wieś wchodzi w skład sołectwa Topólno.
W latach 1975–1998 miejscowość należała administracyjnie do województwa płockiego.
W Konstantynowie znajdował się najwyższy na świecie maszt radiowy (646,38 metrów) zbudowany w latach 1972–1974, zawalił się 8 sierpnia 1991. Do 30 września 2021 znajdował się maszt nieczynnej już radiolinii. Został całkowicie zlikwidowany.